# Werner Hug
Werner Hug (Feldmeilen, 10 de setembre de 1952), és un jugador d'escacs suís, que té el títol de Mestre Internacional des de 1971, any en què es proclamà Campió del món juvenil. Hug fou el millor jugador de Suïssa durant els 1970.
A la llista d'Elo de la FIDE d'abril de 2014, hi tenia un Elo de 2471 punts, cosa que en feia el jugador número 6 (en actiu) de Suïssa. El seu màxim Elo va ser de 2478 punts, a la llista de juliol de 2013 (posició 1129 al rànquing mundial).

## Resultats destacats en competició
El 1968 va guanyar el campionat júnior de Suïssa. En una partida en una secció preliminar del Campionat del món júnior de 1969, va obviar un tema de mat contra Anatoli Kàrpov, cosa que hauria obligat a Kàrpov a perdre una quantitat decisiva de material; finalment però la partida acabà en taules. Si Kàrpov hagués perdut aquesta partida, no s'hauria classificat per a la final "A". Kàrpov va guanyar finalment el campionat del món júnior, i es convertiria poc més tard en el Campió del món el 1975.
Va obtenir el títol de Mestre Internacional el 1971, quan es va convertir en Campió del món júnior a Atenes. Va guanyar el Campionat de Suïssa el 1975.
Hug ha representat Suïssa en les Olimpíades d'escacs onze cops, jugant al primer tauler els anys 1972, 1974, 1976, 1980, i 1984. També fou el primer tauler suís a l'Olimpíada d'estudians de 1972 i 1976.